# Maierhöfen
Maierhöfen är en kommun och ort i Landkreis Lindau i Regierungsbezirk Schwaben i förbundslandet Bayern i Tyskland.
Kommunen ingår i kommunalförbundet Argental tillsammans med kommunerna Gestratz, Grünenbach och Röthenbach (Allgäu).